# The Turtles Present the Battle of the Bands
Albums de The Turtles
Happy Together
(1967) Turtle Soup
(1969)
The Turtles Present the Battle of the Bands est le quatrième album du groupe de rock américain The Turtles, sorti en 1968.

## Description
Cet album réunit douze chansons, chacune étant prétendument l'œuvre d'un groupe différent, dans des styles très variés, du psychédélisme au bluegrass. En accord avec ce concept, la pochette présente les Turtles en tenue de soirée, comme s'ils n'étaient que les présentateurs de la « bataille des groupes ».

## Titres
Toutes les chansons sont de John Barbata, Howard Kaylan, Al Nichol, Jim Pons et Mark Volman, sauf mention contraire.

### Face 1
1. The U.S. Teens featuring Raoul – The Battle of the Bands (Harry Nilsson, Chip Douglas) – 2:14
2. The Atomic Enchilada – The Last Thing I Remember, the First Thing I Knew – 2:55
3. Howie, Mark, Johny, Jim & al. – Elenore – 2:31
4. Quad City Ramblers – Too Much Heartsick Feeling – 2:43
5. The L.A. Bust '66 – Oh, Daddy! – 2:45
6. The Fabulous Dawgs – Buzzsaw – 1:59

### Face 2
1. The Cross Fires – Surfer Dan – 2:42
2. Chief Kamanawanalea and His Royal Macademia Nuts – I'm Chief Kamanawanalea (We're the Royal Macadamia Nuts) – 1:34
3. Nature's Children – You Showed Me (James McGuinn, Gene Clark)– 3:16
4. The Bigg Brothers – Food – 2:40
5. Fats Mallard and the Bluegrass Fireball – Chicken Little Was Right – 2:47
6. All – Earth Anthem (Bill Martin) – 3:54

## Musiciens
- John Barbata : batterie, percussions, chant
- Howard Kaylan : claviers, chant
- Al Nichol : guitare, basse, claviers, chant
- Jim Pons : basse, chant
- John Seiter : batterie, claviers, chant
- Mark Volman : guitare, chant